# Islas Shetland del Sur
Las islas Shetland del Sur son un archipiélago del océano Antártico situado a unos 120 km de distancia de las costas de la península Antártica, al sur del continente americano, entre el pasaje de Drake por el norte y el estrecho de Bransfield por el sur. Comprenden un total de 3687 km². El punto más alto es el monte Irving, con 1950 m s. n. m. localizado en la isla Clarence.

## Historia
En 1599, el marinero neerlandés Dirck Gerritsz Pomp desviado por el viento, observó tierra montañosa a una latitud de 64°S. Esa tierra serían las Islas Shetland del Sur, y posiblemente sería el primer avistamiento europeo de la Antártida.
En 1603 el explorador español Gabriel de Castilla navegó en los territorios al sur del estrecho de Magallanes y habría descubierto un grupo de islas al que denominó como islas de la Buena Nueva en honor al barco en el que navegaba. No se ha confirmado del todo que las islas a las que se refería fuese el archipiélago de las Shetland del Sur, pero se ha sostenido que eran islas de la entonces tierra conocida como Terra Australis, no obstante, parte de la comunidad científica no reconoce los supuestos descubrimientos de Castilla debido a la ausencia de documentos referidos a dichos hechos.
En 1818 Juan Pedro de Aguirre pidió permiso al Gobierno de Buenos Aires para pescar en las islas cercanas al polo sur, que él llamaba Decepción; no hay constancia de que haya efectivamente llegado a visitarlas, o que haya llegado específicamente a las islas Shetland del Sur. En 1819 el inglés William Smith las avistó y bautizó con su actual nombre. En un segundo viaje desembarcó por primera vez en el archipiélago, en la isla Rey Jorge, bautizándola en honor al rey Jorge III de Inglaterra. En 1819 la polacra argentina San Juan Nepomuceno al mando del capitán Carlos Tidblon viajó a las islas Shetland del Sur para cazar focas y lobos, regresando a Buenos Aires el 22 de febrero de 1820 con 14 600 cueros de focas. Es el primer barco del que se tiene registro que se dirigió de cacería a esas islas.

## Reclamaciones territoriales
Existen tres reclamaciones territoriales sobre el archipiélago, las que se encuentran sujetas a las disposiciones del Tratado Antártico.
- Argentina: Incluye a las islas en el departamento Antártida Argentina dentro de la provincia de Tierra del Fuego, Antártida e Islas del Atlántico Sur.
- Chile: incluye a las islas en el Territorio Chileno Antártico, dentro de la Provincia Antártica Chilena, parte de la Región de Magallanes y la Antártica Chilena.
- Reino Unido: Incluye a las islas en el Territorio Antártico Británico.

## Islas
El archipiélago está formado por once islas principales y otras menores, que forman dos grupos insulares: 
- Grupo meridional, compuesto por las islas:
  - islas Aitcho
  - isla Bridgeman
  - isla Decepción
  - isla Greenwich
  - isla Media Luna o isla Halfmoon
  - isla Livingston
  - isla Desolación
  - isla Baja
  - isla Nelson
  - isla Pingüino
  - isla Rey Jorge (llamada por Argentina como «25 de Mayo»)
  - isla Robert
  - isla Rugged
  - isla Sierra
  - isla Smith
  - isla Nevada
- Grupo septentrional, llamado por Chile como «islas Piloto Pardo», compuesto por las islas:
  - isla Aspland
  - isla Clarence
  - isla Cornwallis
  - isla Elefante
  - farallones Focas o islas Foca
  - isla Gibbs
  - isla Rowett

El 80 % de la superficie del archipiélago está ocupada por glaciares.

## Fauna
Las Shetland del Sur cuentan con una gran diversidad de especies adaptadas a la vida en ambientes fríos y condiciones extremas. Entre la fauna que puebla este archipiélago, se pueden resaltar las diferentes especies de pingüinos: el pingüino barbijo o antártico (Pygoscelis antarctica), pingüino de Adelia (Pygoscelis adeliae), pingüino papúa antártico (Pygoscelis papua ellsworthi) y pingüino de penacho anaranjado (Eudyptes chrysolophus).
Existen otras especies que viven en el archipiélago. Dentro de los mamíferos, destacan el elefante marino del sur (Mirounga leonina), el lobo marino antártico (Arctophoca gazella), y diversas especies de focas, como la foca de weddell (Leptonychotes weddellii), y la foca leopardo (Hydrurga leptonyx).
Entre las muchas aves que anidan en las islas cabe mencionarse a las diversas especies de petreles como el petrel de las nieves, la paloma antártica, y el págalo subantártico, un ave predadora que se alimenta de huevos y crías de aves, y carroña. Además, es posible encontrar a la golondrina de mar antártica y a la gaviota dominicana.
Los fondos marinos de las islas esconden peces antárticos, estrellas de mar, anémonas y moluscos.

## Bases científicas

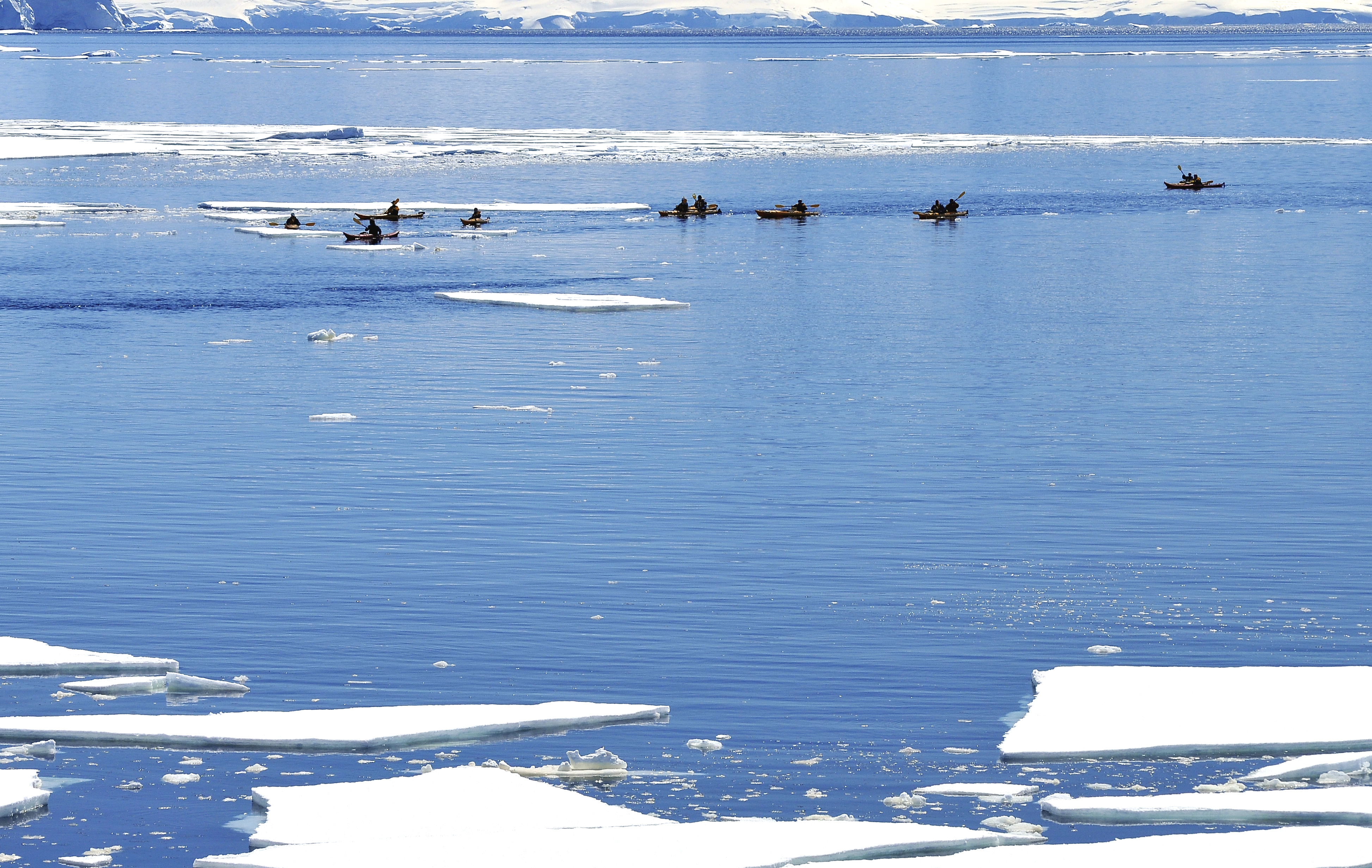
Canoistas entre restos de la banquisa, en aguas de las islas Shetland del Sur.

En el archipiélago hay instaladas diecisiete bases científicas pertenecientes a doce países. Diez de ellas se encuentran en la isla Rey Jorge.
Las principales bases son:
- Isla Rey Jorge o 25 de Mayo:

-  Argentina - Base Carlini (ex Base Jubany) (desde 1953). Permanente.
-  Brasil - Base Comandante Ferraz (desde 1984). Permanente.
-  Chile - Base Presidente Eduardo Frei Montalva (desde 1969). Permanente.
-  Chile - Base Profesor Julio Escudero (desde 1994). Permanente.
-  China - Base Gran Muralla (desde 1985). Permanente.
-  Corea del Sur - Base King Sejong (desde 1988). Permanente.
-  Perú - Base Machu Picchu (desde 1989). Verano.
-  Polonia - Base Henryk Arctowski (desde 1977). Permanente.
- Unión Soviética/ Rusia - Base Bellingshausen (desde 1968). Permanente.
-  Uruguay - Base Artigas (desde 1984). Permanente.

- Isla Greenwich:

-  Chile - Base Capitán Arturo Prat (desde 1947). Permanente.
-  Ecuador - Base Pedro Vicente Maldonado (desde 1990). Verano.

- Isla Livingston:

-  Bulgaria - Base San Clemente de Ohrid (desde 1988). Verano.
-  Chile - Base Doctor Guillermo Mann (desde 1990). Verano.
-  España - Base Juan Carlos I (desde 1988). Verano.

- Isla Decepción:

-  España - Base Gabriel de Castilla (desde 1989). Verano.
-  Argentina - Base Decepción (desde 1948). Verano.

- Isla Media Luna:

-  Argentina - Base Cámara (desde 1953). Verano.

## Mapa
- L.L. Ivanov. Antarctica: Livingston Island and Greenwich, Robert, Snow and Smith Islands. Scale 1:120000 topographic map. Troyan: Manfred Wörner Foundation, 2009. ISBN 978-954-92032-6-4